# Gare de Saint-Géry
La gare de Saint-Géry est une gare ferroviaire française fermée de la ligne de Cahors à Capdenac, située dans le village de Saint-Géry sur le territoire de la commune de Saint Géry-Vers, dans le département du Lot, en région Occitanie.
Elle est mise en service en 1886 par la Compagnie du chemin de fer de Paris à Orléans, et est fermée aux voyageurs en 1980.

## Situation ferroviaire
Établie à 132 mètres d'altitude, la gare de Saint-Géry est située au point kilométrique (PK) 678,102 de la ligne de Cahors à Capdenac, entre les gares également fermées de Vers et de Conduché.
Elle est équipée de deux quais, dont un central et un latéral, et de trois voies.
La ligne, en mauvais état, n'a plus de circulations.

## Service des voyageurs
Gare fermée située sur une section de ligne déclassée.
La ligne d'autocar no 889 a remplacé le train.

## Patrimoine ferroviaire
L'ancien bâtiment voyageurs est devenu une habitation privée, et l'ancien bâtiment de fret est devenu un musée du rail.

## Galerie

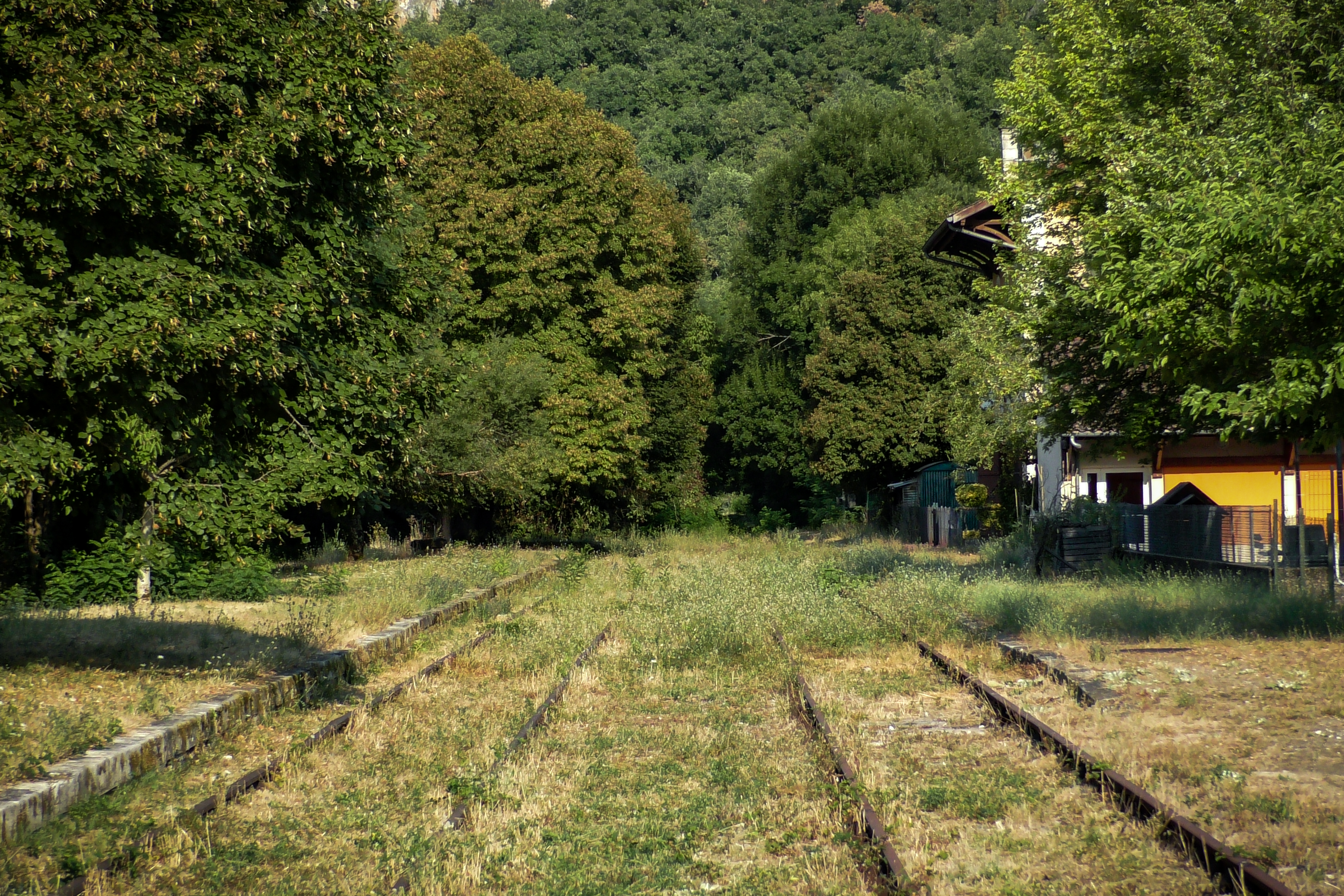
Les voies en direction de Cahors.
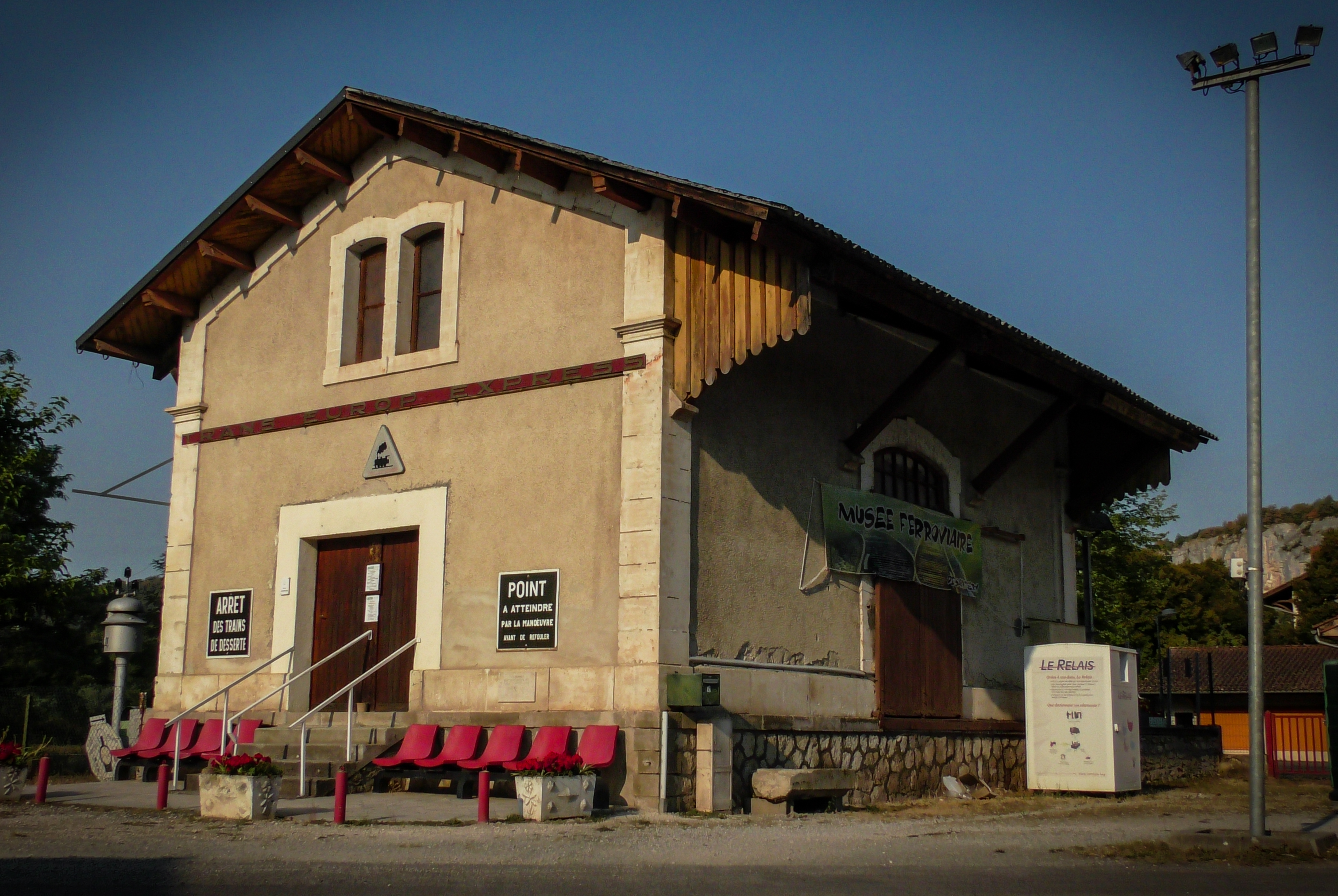
Le musée ferroviaire.
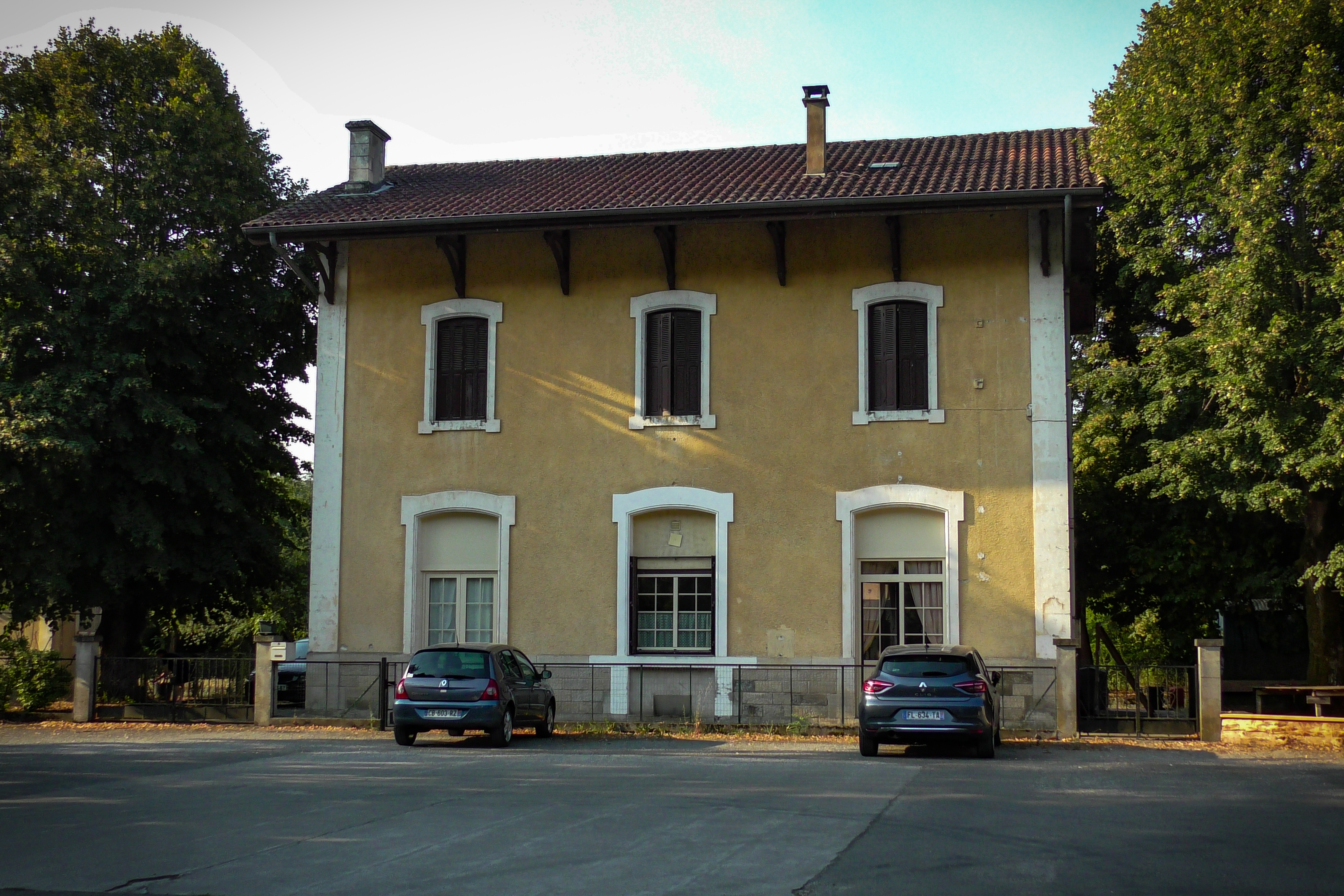
La façade du bâtiment voyageurs.